# Francisco Navarro de Morais Sales
Francisco Navarro de Morais Sales, mais conhecido por Coronel Francisco Navarro, (Fazenda Anhumas, Cabo Verde, Minas Gerais, 10 de maio de 1854 — Monte Santo de Minas, 9 de fevereiro de 1939) foi coronel da Guarda Nacional, professor, advogado, empresário e político brasileiro.

## Biografia
Filho dos Barões de Cabo Verde - Luís Antônio de Morais Navarro e Josefa Amélia dos Santos Bueno de Morais Navarro - o Cel. Francisco Navarro de Morais Sales, professor (exerceu, por alguns anos, o magistério em Campanha e Muzambinho), advogado, agrimensor e político.

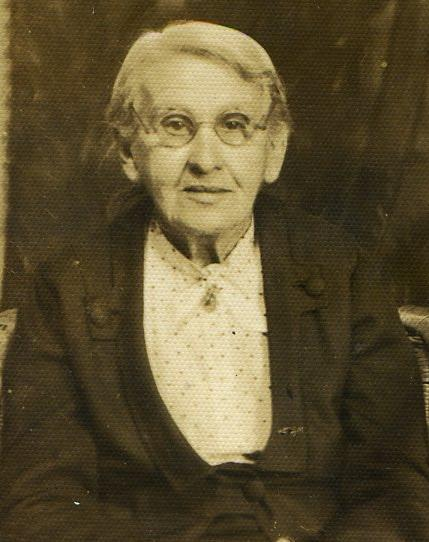
Dona Delminda America Pereira de Magalhães Navarro - *1860 +1956

Casou-se com Delminda America Pereira de Magalhães (filha do Professor, Major Joaquim Leonel Pereira de Magalhães, que é o Patrono da Escola Estadual Major Leonel em Cabo Verde  e de Anna Custodia Navarro de Magalhães - irmã do Barão de Cabo Verde - portanto, era prima de seu marido e também, do Dr. Vital Brazil Mineiro da Campanha). Foi  Agente Executivo (equivalente, na época, a Prefeito) da Câmara Municipal de Muzambinho por varias legislaturas - 1894 a 1904 - 1912 a 1913 e Presidente de 1925 a 1930.
Homem proficiente, qualidade que o levou a ser deputado provincial por largo tempo, teve como dedicados companheiros de bancada, Sabino Barroso, Pandiá Calógeras, Francisco Sá, Joaquim Leonel de Rezende e em especial, o amigo Bias Fortes.

O Cel. Francisco Navarro de Morais Salles, filho do Barão de Cabo Verde - que a época era o Presidente da Câmara municipal de Cabo Verde e com essa autoridade elevou em 30 de novembro de 1880 a Vila de Muzambinho a condição de cidade e em 9 de janeiro de 1881 deu posse a Cesário Cecílio de Assis Coimbra como primeiro presidente da Camara de Muzambinho - prestou relevantes serviços ao município, os quais incluem os "serviços" de água da cidade, a iluminação publica a acetileno, a criação, em 26 de setembro de 1901, do Liceu Municipal, do qual foi professor e diretor e da Escola Normal.   

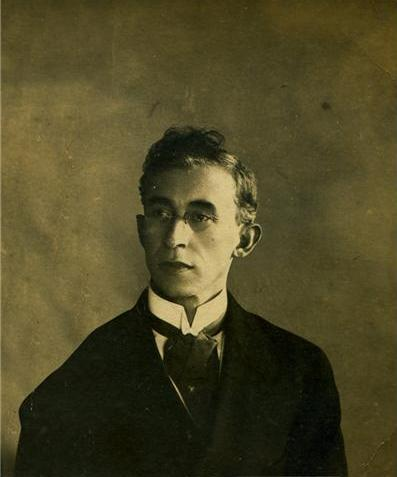
Senhor Camilo de Lelis Paoliello *1881 *1952

Como empresário, ao lado do Dr. Américo Gomes Ribeiro da Luz, fundou a Estrada de Ferro Muzambinho, além de haver sido o idealizador e responsável pela construção da ligação ferroviária da Rede Sul Mineira com a Companhia Mogiana na implantação do ramal Guaxupé - Muzambinho - Tuiuti. 
Deixou descendência no sul mineiro e São Paulo, o que propiciou o entrelaçamento de tradicionais famílias paulistas e mineiras, consubstanciado, especialmente, quando uma de suas netas (filha de Camilo de Lelis Paoliello que casara-se aos 30 de outubro de 1903, em Muzambinho, com Eponina Magalhães Navarro), Viggianina Paoliello, casou-se, em 19 de setembro de 1944, com Flavio de Queiroz Filho, varão mais velho do Magistrado e Jurisconsulto Flavio Augusto de Oliveira Queiroz, de importantes troncos familiares de São Paulo - dentre esses, os Camargos, Pais de Barros e Penteados. 

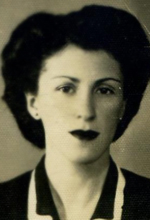
Dona Viggianina Paoliello de Queiroz *1912 +1983

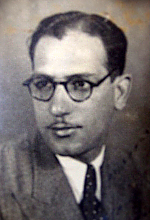
Senhor Flavio de Queiroz Filho, Flavinho *1909 +1974

Pelo decreto de 15 de fevereiro de 1939 do Dr. José Januário de Magalhães, então prefeito de Muzambinho, foi dado o nome do coronel Francisco Navarro de Morais Sales a uma rua da cidade: a rua Cel. Francisco Navarro, por sinal, logradouro em que localiza-se o seu solar (tombado pelo Patrimonio Histórico de Muzambinho), onde ele residiu por mais de 50 anos. Atualmente, também nessa via, sob o numero 233, encontra-se a Câmara Municipal de Muzambinho.